# Linkvirus
Unter einem Linkvirus versteht man eine bestimmte Gruppe von Computerviren. Sie zeichnen sich dadurch aus, dass sie sich an bereits vorhandene Programme anhängen und immer zusammen mit dem infizierten Programm gestartet werden.
Linkviren fügen ihren eigenen Code meistens an das Ende eines Programms ein und versehen die Startroutine des infizierten Programms mit einem Link auf ihren eigenen, schädlichen Code (daher der Name Linkvirus).
Oft lassen diese Viren das infizierte Programm nach ihrem eigenen Aufruf weiterlaufen, damit die Infektion möglichst lang nicht bemerkt wird.
Gängige Virenscanner sollten die angehängten Codestellen der Linkviren in infizierten Programmen erkennen und entfernen können. Irreparable Schäden entstehen, wenn der Code des infizierten Programms durch den Virus ersetzt wurde. Ansonsten kann der Code einfach entfernt werden.
Um eine Infektion erfolgreich durchführen zu können, muss der Virus sich außerdem Schreibzugriff auf das Programm verschaffen. Ein Virenscanner sollte so einen versuchten Zugriff bemerken und vereiteln können.